# Kultura Tairona
Kultura Tairona (ali Tayrona) je bila predkolumbovska kultura Kolumbije, ki je bila sestavljena iz skupin poglavarstva v regiji Sierra Nevada de Santa Marta v današnjih departmajih Cesar, Magdalena in La Guajira in sega nazaj vsaj do 1. stoletja našega štetja in je imela znatno demografsko rast okoli 11. stoletja.
Ljudje Tairona so tvorili enega od dveh glavnih jezikovnih skupin čibča, drugi pa so bili Muisca. Genetski in arheološki dokazi kažejo na relativno gosto zasedbo regije vsaj 200 pr. n. št. Podatki o cvetnem prahu, ki jih je zbrala Luisa Fernanda Herrera leta 1980, kažejo na znatno krčenje gozdov in uporabo kultigenov, kot sta juka in koruza, od leta 1200 pred našim štetjem. Vendar je bilo dokumentirano, da so kolumbijsko karibsko obalo zasedli stalni ali polstalni prebivalci ok. 4000 pr. n. št.
Etnozgodovinski podatki kažejo, da so Taironi tolerirali začetni stik s Španci; vendar so do leta 1600 našega štetja soočenja rasla in majhen del prebivalstva Taironov se je preselil v višje predele Sierra Nevada de Santa Marta. To gibanje jim je omogočilo, da so se izognili najhujšemu španskemu kolonialnemu sistemu v 17. in 18. stoletju. Domneva se, da so avtohtoni ljudje Kogi, Wiwa, Arhuacos (Ijka, Ifca) in Kankuamo, ki danes živijo na tem območju, neposredni potomci Taironov.

## Izvor in ime
Etimološke podobnosti besede Tairona obstajajo v štirih glavnih jezikovnih skupinah Sierra Nevada de Santa Marta: v jeziku Sanca se izgovarja Teiruna, v jeziku Kankuamo Teijua ali Tairuna in v Ijka Teruna, kar pomeni "moški" ali "sinovi Jaguarja".
Čeprav je Tairona morda netočno ime za ljudi, ki so naseljevali regijo med stikom s Španskim imperijem, je postalo najpogostejše ime za hierarhično mrežo vasi, ki se je razvila okoli leta 900. Sprva se je uporabljalo za označevanje prebivalcev doline in verjetno poglavarstvo po imenu Tairo na severnem pobočju Sierra Nevada de Santa Marta. Toda do 16. stoletja so ga Španci uporabljali za celotno skupino kompleksnih poglavarstev na tem območju. Skupine v severni in zahodni Sierri Nevadi so bile Špancem večinoma nerazločljive, v sodobnejšem času pa so postale nerazločljive za arheologe.

## Geografska lega
Arheološko zaporedje regije sega od približno 200 let pred našim štetjem do 17. stoletja, ko so bili Taironi na silo vključeni v španski sistem Encomienda. Razpoložljiva datacija s carbonom-14 kažejo, da so bila obalna območja naseljena morda že od leta 200 pred našim štetjem, veliko prej kot tista na višjih nadmorskih višinah, vključno z nekaterimi največjimi središči, na 1200 metrih nadmorske višine. Zalivi in jame ob karibski obali, kot so Chengue, Neguanje, Gayraca, Cinto in Buritaca, kjer imajo vasi le skromnejšo arhitekturo, kažejo najdaljšo prisotnost.
Viri znanja o predkolumbovski kulturi Tairona so omejeni na arheološke najdbe in nekaj pisnih referenc iz španske kolonialne dobe. Enega prvih opisov regije je napisal Pedro Martyr d' Anghiera in je bil objavljen leta 1530. Območje so opisali tudi drugi raziskovalci, ki so to regijo obiskali med letoma 1505 in 1524. Anghiera prikazuje doline Tairone kot gosto naseljeno, z obsežnimi namakanimi polji. Številne vasi so bile namenjene ribištvu in so s svojimi morskimi dobrinami trgovale za preostale potrebe s tistimi, ki so živeli v notranjosti. Anghiera opisuje, kako so agresivno odbijali Špance, ko so v prvih stikih poskušali vzeti ženske in otroke za sužnje. Zdi se, da so bili zaradi tega prvi stiki s Tairono zelo nasilni in Španci so utrpeli velike izgube, kar je povzročilo bolj diplomatsko strategijo prvega guvernerja Santa Marte, Rodriga de Bastidasa.

## Mesta
Ena najbolj znanih vasi in arheoloških najdišč Taironov je znana kot Ciudad Perdida (špansko za "izgubljeno mesto"). To je bilo veliko mesto, približno 13 hektarjev v "jedru". Leta 1975 so ga odkrili roparji, zdaj pa je pod oskrbo Kolumbijskega inštituta za antropologijo in zgodovino. Nedavne študije kažejo, da je v njem živelo približno 1600 do 2400 ljudi, ki so živeli na vsaj 11.700 kvadratnih metrih pokritih površin, v približno 184 okroglih hišah, zgrajenih na terasah, tlakovanih s kamnom. Obstaja veliko drugih najdišč podobne ali večje velikosti.
Večje območje, Pueblito, je v bližini obale. Po raziskavi Reichel-Dolmatoff vsebuje najmanj 254 teras in je imelo okoli 3000 prebivalcev. Arheološke študije na tem območju kažejo, da so proti zahodnemu pobočju Sierra Nevada de Santa Marta obstajale še večje vasi z jedrom, kot sta Posiguieca in Ciudad Antigua.
Manjše vasi in zaselki so bili del zelo močne izmenjave specializiranih skupnosti, povezanih s kamnitimi potmi. Vasi, ki so bile specializirane za proizvodnjo soli in ribištvo, kot je Chengue v Parque Tairona, so dokaz močne politične ekonomije Tairone, ki temelji na specializirani proizvodnji osnovnih živil. Chengue vsebuje vsaj 100 teras in ga je do leta 1400 naseljevalo približno 800 do 1000 ljudi na 15 hektarjih. Znano je, da so Taironi gradili kamnite terasaste ploščadi, temelje hiš, stopnice, kanalizacijo, grobnice in mostove. Zaradi precej specializiranih skupnosti je bila zelo razvita tudi uporaba keramike v utilitarne in okrasne ali obredne namene.

## Umetnost in obrt
Keramična kronologija kulture Tairona sega od 200 pred našim štetjem do 1650 pred našim štetjem, karibska obala Kolumbije pa ima dokaze o keramiki iz vsaj 2500 pr. n. št. Nedavne raziskave kolumbijskega arheologa Alejandra Deverja v mestu Chengue, park Tairona, kažejo pomembne razlike v keramiki, ki omogočajo kronološko razdelitev zaporedja na vsaj pet faz. Zdi se, da se prva faza, imenovana Nahuange 1, začne okoli leta 200 pred našim štetjem in konča okoli leta 500 pred našim štetjem, ko se zdi, da je populacija na vrhuncu. Druga faza se razteza od 500 n. št. do približno 900 n. št.; lahko se imenuje Nehuange 2, po natančnih izkopavanjih Jacka Wynna v 1970-ih pa so ga imenovali Buritaca. Od ok. 900 se je začelo tako imenovano obdobje Tairona, za katerega je značilno impresivno povečanje variacije, velikosti in števila keramičnih oblik, pri čemer so mnogi ohranili sloge iz faz Nehuange ali Buritaca. Faze Tairona 1 do 3, od 900 do 1650, kažejo pomembne lokalne razlike. To so pokazala številna dela kolumbijskih arheologov Augusta Oyuele, Carla Langebaeka, Luisa Fernanda Herrera in Ana Maria Groot ter drugih v 1980-ih. V obdobju Tairona se dokazi o izmenjavi povečajo, tako kot prebivalstvo celotne regije. Vzroki za to povečanje prebivalstva niso popolnoma znani, vendar je očitno, da se v tem času pojavljajo močna lokalna omrežja izmenjave.
Kultura Tairona je najbolj znana po svojih značilnih zlatih izdelkih. Najstarejše znano delo iz zlata je bilo opisano za obdobje Neguanje (od približno 300 do 800 n. št.). Zdi se, da se je njegova uporaba v družbi Tairona razširila preko elite, čeprav za to obstaja malo dokazov. Zlate artefakte sestavljajo obeski, čepki za ustnice, okraski za nos, ogrlice in uhani. Tairona je vlil topljivo mešanico zlata, srebra in bakra, imenovano Tumbaga, v zapletene kalupe z uporabo gline, peska, oglja in [Precizijsko litje|[izgubljenega voska]]. Izčrpno zlatenje z nadzorovano korozijo za odstranjevanje bakra s površine je dalo videz čistega zlata. Obeski s figurami Tairona (znani kot caciques) še posebej izstopajo med zlatom predkolumbovske Amerike zaradi bogastva podrobnosti. Figurice prikazujejo človeške subjekte – verjetno šamansko elito, ki jim je vladala – v okrašenih oblekah in z veliko živalsko masko na obrazu. Številni elementi njihove telesne drže (npr. roke na bokih) in obleke signalizirajo agresivno držo, zato jih nekateri razlagajo kot dokaz moči nosilca in bojevitosti takratne družbe Tairona. Ne samo to, nedavna razkritja so pokazala, da je bil to prvi korak procesa, znanega kot 'preobrazba', pri katerem so si člani šamanske elite nadeli sub-labialne okraske, nosne obroče itd., da bi bili podobni določenim vrstam netopirjev in pridobivali moči od živali, ki bi jim odprle oči za večjo resnico.

## Verovanje
V času osvajanja so imeli Taironi drugačne tradicionalne kulturne prakse kot sodobno indijansko prebivalstvo. Etnografski viri poudarjajo svobodo do ločitve in sprejemanje homoseksualnosti, ki se je bistveno razlikovala od katoliških osvajalcev. Religija kulture Tairona in do neke mere sodobna religija Kogui ločujeta velik del domačega življenja med spoloma. Sodobni znanstveniki so ugotovili, da so bili opisi homoseksualnosti poskus katoliškega establišmenta, da ukine moško zborno hišo Taironov, ki je bila prizorišče intenzivne in trajne verske dejavnosti. Verjame se, da so ti rituali zelo podobni ritualom Kogui, sodobnih potomcev nekaterih poglavarstev Taironov. Mnogi odrasli moški so vključeni v obrede, ki včasih trajajo več dni in so sestavljeni večinoma iz žvečenja koke in meditacije.

## Upor Taironov in novodobni potomci
Leta 1599 so se Taironi uprli Špancem, očitno zato, ker je gospodarski in verski pritisk Špancev postal nevzdržen. Glavna agresija je bila ubijanje duhovnikov in popotnikov ob cestah, ki so povezovali špansko mesto Santa Marta in središča Taironov Bonda ter vasi Concha in Chengue. Sekundarne tarče so bile cerkve in hiše znanih birokratov kolonialne uprave. Vendar so ti podatki iz španskih pričevanj s procesa proti poglavarjem Taironov leta 1602. Poglavarja Chengue in Bonda sta bila obsojena na smrt, njuni telesi so razkosali, njihove vasi požgali, velik del prebivalstva pa je bil preseljen in vključen v sistem Encomienda. Do sredine 17. stoletja je bilo veliko naselij Taironov popolnoma zapuščeno in regijo je zajel gozd.
Njihovi današnji potomci so ljudje Kogi, Arhuaco, Wiwa in Kankuamo.